# Ischalia californica
Ischalia californica är en skalbaggsart som beskrevs av Van Dyke 1938. Ischalia californica ingår i släktet Ischalia och familjen kvickbaggar. Inga underarter finns listade i Catalogue of Life.